# Găurile palatine mici
Găurile palatine mici (Foramina palatina minora), sunt 2 deschideri ale canalelor palatine mici (Canales palatini minores) situate pe palatul dur, pe lama orizontală a palatinului, posterior de gaura palatină mare. Prin ele trec nervii palatini mici (Nervi palatini minores) și arterile palatine mici (Arteria palatina minor).